# El baile

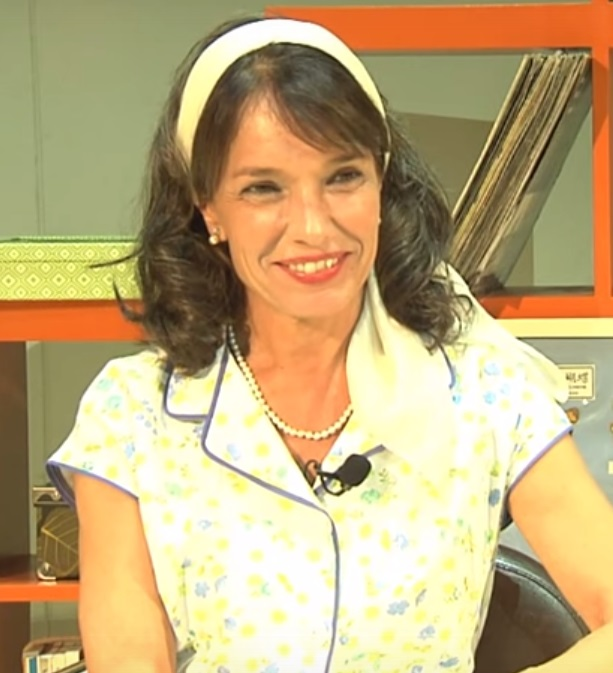
Adela (Susana Hernández) en el montaje del 2013.

El baile es una obra de teatro escrita por Edgar Neville y estrenada en Bilbao el 22 de junio de 1952.

## Argumento
La acción comienza en 1905. Pedro y Julián son dos entomólogos que se disputan el amor de la hermosa y alegre Adela. Ella se decide por Pedro, con el que contrae matrimonio, aunque Julián continúa viviendo con ellos. Adela muere. 
Años después, en 1955, Julián y Pedro viven juntos recordando a su amada perdida, y reciben la visita de la nieta: Adelita.

## Representaciones destacadas
- Teatro (estreno, en 1952). Intérpretes: Conchita Montes (Adela), Pedro Porcel (Pedro), Rafael Alonso (Juián).
- Cine (1959). Intérpretes: Conchita Montes (Adela), Alberto Closas (Pedro), Rafael Alonso (Julián).
- Televisión (28 de junio de 1963, en el espacio de TVE Primera fila). Intérpretes: Conchita Montes (Adela), Pastor Serrador, Ismael Merlo.
- Televisión (4 de diciembre de 1970, en el espacio de TVE Estudio 1). Intérpretes: María Luisa Merlo (Adela), Ángel Picazo (Pedro), Rafael Alonso (Julián).
- Teatro (1976, República Dominicana) Primer Experimento de Teatro de adultos con Niños. Dirección: Rafael Gil Castro.  Intérpretes: Erick Rodríguez, Mayda Sobrino y Luciano García Díaz .
- Televisión (1985, en Estudio 1). Intérpretes: Marisa Paredes (Adela), Juanjo Menéndez (Pedro), Fernando Delgado (Julián), Joaquín Kremel, Tony Isbert, María Silva.
- Teatro (1993). Dirección: Jaime Chávarri. Intérpretes: Cristina Higueras, Joaquín Hinojosa, Tony Isbert.
- Teatro (2013). Adaptado por Bernardo Sánchez Salas. Intérpretes: Pepe Viyuela, Carles Moreu y Susana Hernández.
- Teatro (2019). Representada el lunes 8 de julio de 2019 a las 20:30 en el teatro Álvaro Valentín (auditorio Miguel Delibes de Valladolid). Intérpretes: Cristina Hilennia (Adela), Pablo James (Pedro), Emilio Seco (Julián). Dirección: Pedro F. Palacios.